# Peter Guggi
Peter Guggi (* 25. September 1967 in Graz) ist ein ehemaliger österreichischer Fußballspieler.

## Karriere
Der Mittelfeldspieler hatte seine beste Zeit bei Rapid Wien (Jänner 1995 – Juni 1997) und war besonders bekannt für seinen scharfen Schuss. Im Cupfinale 1995 traf er mit einem Weitschuss aus 25 Metern zum entscheidenden Tor für die Hütteldorfer (14. Cupsieg). In der Saison 1995/96 wurde er mit den Wienern Meister und schaffte es bis ins Europacupfinale der Pokalsieger, wo man Paris Saint-Germain mit 0:1 unterlag.
Seine übrigen Stationen waren:
- Grazer AK
- LASK Linz
- VfB Mödling
- VfB Admira Wacker Mödling
- DSV Alpine
- DSV Leoben
- Hibernian Edinburgh
- Wiener Sport-Club

2003 beendete er 36-jährig aufgrund eines im Spiel gegen den SV Kapfenberg zugezogenen Wadenbein- und Knöcheltrümmerbruchs seine Spielerkarriere.